# Biskupské heslo
Biskupské heslo je motto, které si biskup (ať už diecézní, nebo titulární) či arcibiskup volí po svém jmenování. Uvádí se na stuze umístěné pod štítem znaku biskupa. Heslo vyjadřuje cíl snažení biskupa nebo jeho životní motto. Tak například v biskupském hesle Mons. Baxanta „Ut videam“ („Ať vidím“) je obsaženo přání objektivně se seznámit s nelehkou situací v litoměřické diecézi, kterou nedokázal vyřešit jeho předchůdce Pavel Posád.[zdroj?]
V řadě případů se jedná o citát z Bible, popřípadě o obrat z nějaké modlitby. Biskupské heslo bývá vyjádřeno v jazyce, kterým biskup hovoří, nebo v některém z tradičních liturgických jazyků (v římskokatolické církvi v latině, v řeckokatolické církvi ve staroslověnštině apod.). Své heslo mají i kardinálové, a to i když obdrželi dispens od biskupského svěcení.

## Biskupská hesla některých katolických biskupů a kardinálů
| biskup (arcibiskup)                   | biskupské heslo                                              | český překlad                                     | původ hesla                   |
| ------------------------------------- | ------------------------------------------------------------ | ------------------------------------------------- | ----------------------------- |
| Mons. Jan Baxant                      | Ut videam                                                    | Ať vidím                                          | Mk 10, 51                     |
| prof. ThDr. Josef kardinál Beran      | Eucharistia et labor                                         | Eucharistie a práce                               |                               |
| Mons. ThLic. Vojtěch Cikrle           | Non ego sed tu                                               | Ne já, ale ty                                     |                               |
| ThLic. Dominik kardinál Duka OP       | In spiritu veritatis                                         | V duchu pravdy                                    |                               |
| Mons. ThDr. Petr Esterka              | Euntes in mundum universum                                   | Jděte do celého světa                             | Mk 16, 15                     |
| Mons. Jan Graubner                    | Quod dixerit vobis facite                                    | Co vám řekne, učiňte                              | Jan 2, 5                      |
| Mons. Karel Herbst SDB                | Misericordiam volo                                           | Milosrdenství chci                                | Mt 12, 7                      |
| Mons. Vasiľ Hopko                     | Da vsi jedino budut                                          | Aby všichni byli jedno                            | Jan 17, 21                    |
| Mons. Josef Hrdlička                  | Vos dixi amicos                                              | Nazval jsem vás přáteli                           | Jan 15, 5                     |
| Mons. ThDr. RNDr. Ladislav Hučko      | Světlo světa                                                 |                                                   | Jan 8, 12                     |
| Mons. Josef Kajnek                    | In humilitate servire                                        | V pokoře sloužit                                  |                               |
| Mons. Ján Eugen Kočiš                 | Můj Ježíši, milosrdenství                                    |                                                   |                               |
| Mons. Ing. Mgr. Pavel Konzbul         | Via, veritas, vita                                           | Cesta, pravda, život                              | Jan 14, 6                     |
| Mons. ThDr. Josef Koukl               | Deus caritas est                                             | Bůh je láska                                      | 1Jan 4, 8                     |
| Mons. ThDr. Vlastimil Kročil          | Amare et servire Domino                                      | Milovat a sloužit Bohu                            |                               |
| Mons. ThDr. Ambróz Lazík              | Ave crux                                                     | Kříž buď pozdraven                                | hymnus liturgie Svatého týdne |
| Mons. ThDr. Antonín Liška CSsR        | Evangelizare pauperibus                                      | Hlásat evangelium chudým                          | Lk 4, 18                      |
| Mons. Ivan Ljavinec                   | Hospoď kriposť moja                                          | Hospodin je má pevnost                            | Žl 27, 1                      |
| Mons. František Lobkowicz OPraem      | Pro vita mundi                                               | Za život světa                                    | Jan 6, 51                     |
| Mons. Václav Malý                     | Pokora a pravda                                              |                                                   |                               |
| Jan Nepomuk Neumann                   | Bete und arbeite ohne Unterlass!                             | Modlit se a pracovat neustále!                    |                               |
| Mons. ThLic. Karel Otčenášek          | Caritas Dei, patientia Christi, honorificentia populi nostri | Láska Boží, trpělivost Kristova, čest našeho lidu |                               |
| Mons. Jiří Paďour OFMCap              | Dominus Deus magnus est                                      | Pán Bůh je veliký                                 |                               |
| Mons. Pavel Posád                     | Duc in altum                                                 | Zajeď na hlubinu                                  | Lk 5, 4                       |
| Mons. František Radkovský             | Credidimus caritati                                          | Uvěřili jsme v lásku                              | 1Jan 4, 16                    |
| Mons. ThDr. Jaroslav Škarvada         | Ut omnes unum sint                                           | Aby všichni byli jedno                            | Jan 17, 21                    |
| František kardinál Tomášek            | Laxabo rete                                                  | Rozprostřu sítě                                   | Lk 5, 5                       |
| ThDr. Štěpán kardinál Trochta SDB     | Actio – sacrificium – caritas                                | Práce – oběť – láska                              |                               |
| prof. ThDr. Tomáš kardinál Špidlík SJ | Ex toto corde                                                | Z celého srdce                                    |                               |
| PhDr. Miloslav kardinál Vlk           | Ut omnes unum sint                                           | Aby všichni byli jedno                            | Jan 17, 21                    |
| Mons. JUDr. Ing. Jan Vokál            | Sub tuum praesidium                                          | Pod tvou ochranou                                 | modlitba Pod ochranu tvou     |
| Karol Józef kardinál Wojtyła          | Totus Tuus                                                   | Celý tvůj                                         |                               |
| Mons. Mgr. Martin David               | Verbum caro factum est                                       | Slovo se stalo tělem                              | Jan 1, 14                     |